# Гинекова къща
Гинекова къща (на македонска литературна норма: Гинекова куќа) е къща в град Охрид, Северна Македония. Сградата е обявена за значимо културно наследство на Северна Македония.

## История
Къщата е разположена на чаршийската улица „Свети Климент Охридски“ № 112. Изградена е в 1932 година от архитект Димитрие Симончевич за семейство Гинековци.

## Архитектура
Сградата е в неокласически стил и има сутерен, приземие, етаж и мансарда. Градежът е масивен, с носещи стени – в сутерена от камък, а на приземието, етажа и мансардата от цяла тухла. Междуетажните и покривната конструкция са дървени. Първоначалното функционално разпределение е било кафе на приземието, хотел на етажа и жилищни помещение на мансардата.
Сградата е част от редица сгради и цялото внимание е обърнато на уличната фасада, отличаваща се с подчертана симетрия. В средата на сградата на първия етаж и мансардата има характерни балкони с огради от ковано желязо, подпрени с конструктивни и декоративни вути, по-изразени на мансардния балкон. До прозоречните отвори на етажа има пиластри, а над тях тимпанони с флорални и декоративни елементи. Балконската врата на етажа също е подчертана с пиластри, завършващи с вутите на мансардния балкон. Етажът завършва с профилиран венец, на манасардата има барокови керамични балюстради, а над мансардния балкон е направен полукръгъл тимпанон с богата пластика, почиващ на полукръгли стълбове с богато обработени капители.